# José Solís Folch de Cardona

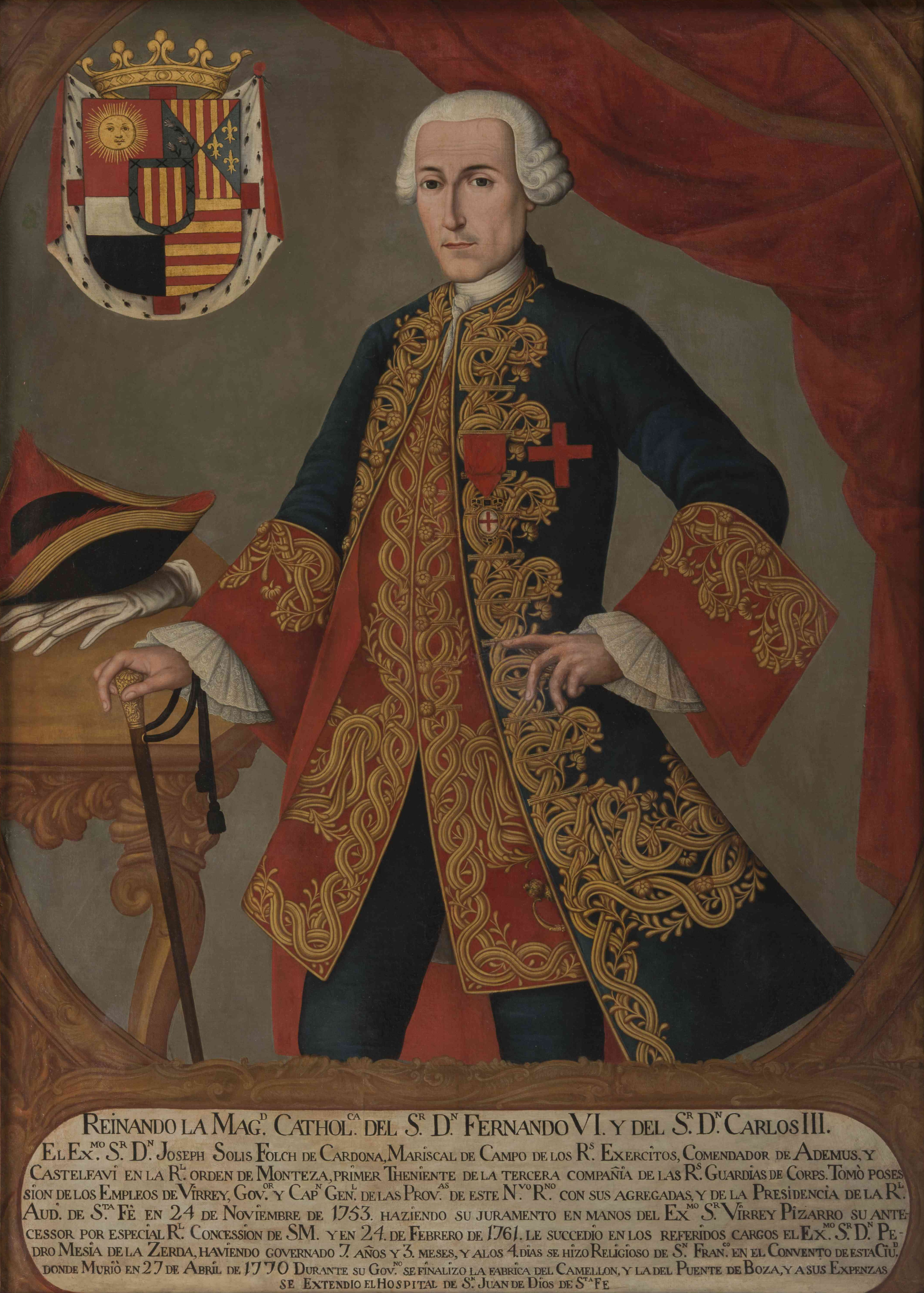
José Solís Folch als Vizekönig von Neugranada

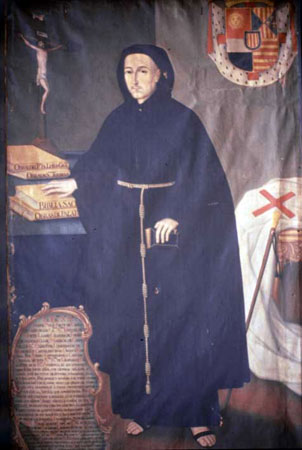
José Solís Folch, im Habit der Franziskaner

José Manuel Solís Folch de Cardona (* 1716 in Madrid, Spanien; † 27. April 1770 in Bogotá) war ein spanischer Offizier, Geistlicher und Kolonialverwalter, der als Vizekönig von Neugranada amtierte.
Solís war spanischer Grande, Feldmarschall des spanischen Heeres und hochdekorierter Offizier.
Mit 37 Jahren kam er 1753 nach Südamerika, nachdem ihn König Ferdinand VI. zum Vizekönig von Neugranada ernannt hatte.
Während seiner Amtszeit wurde die Infrastruktur in der Kolonie spürbar verbessert. Solís ließ Straßen und Brücken bauen, was zu einer deutlichen Zunahme des Handels führte. Er unternahm einiges zur Verringerung der grassierenden Korruption und der Unterschlagungen. So ließ er in Guayaquil eine Zollstelle errichten und organisierte die Finanzverwaltung effizienter.
Nach Ende seiner Amtszeit im Februar 1761 überließ er sein Vermögen den Armen, trat er in den Franziskanerorden ein und verbrachte seine letzten Jahre im Kloster. 1769 wurde er zum Priester geweiht. Sein Schädel wird in der Sakristei des Franziskanerklosters von Bogotá aufbewahrt.